# Druztová
Druztová är en ort i Tjeckien.   Den ligger i regionen Plzeň, i den västra delen av landet, 80 km väster om huvudstaden Prag. Druztová ligger 338 meter över havet och antalet invånare är 647.
Terrängen runt Druztová är huvudsakligen platt, men österut är den kuperad. Runt Druztová är det mycket tätbefolkat, med 1 095 invånare per kvadratkilometer. Närmaste större samhälle är Plzeň, 7,5 km sydväst om Druztová. Runt Druztová är det i huvudsak tätbebyggt.